# Madik Bu Ghaz
Madik Bu Ghaz (arab. مضيق بو غاز) – wieś w Syrii, w muhafazie Aleppo. W 2004 roku liczyła 876 mieszkańców.